# تور ایسدال
تور ایسِـدال (سوئدی: Tor Isedal؛ ‏ ۲۰ ژوئیهٔ ۱۹۲۴ – ۱۸ فوریهٔ ۱۹۹۰) بازیگر اهل سوئد بود.
از فیلم‌ها یا سریال‌های تلویزیونی که وی در آن نقش داشته‌است، می‌توان به چشمه باکره، روزی که دلقک گریست، به خودت بیا، عزیزم! و بمبی بیت و من اشاره کرد.